# Ochthebius atriceps
Ochthebius atriceps är en skalbaggsart som beskrevs av Leon Fairmaire 1879. Ochthebius atriceps ingår i släktet Ochthebius och familjen vattenbrynsbaggar. Inga underarter finns listade i Catalogue of Life.